# Giro della Provincia di Reggio Calabria 1959
Il Giro della Provincia di Reggio Calabria 1959, ventesima edizione della corsa, si svolse il 29 marzo 1959 su un percorso di 274 km, con partenza e arrivo a Reggio Calabria. La vittoria fu appannaggio dell'italiano Waldemaro Bartolozzi, che completò il percorso in 7h28'15", alla media di 36,676 km/h, precedendo i connazionali Rino Benedetti e Angelo Conterno.

## Ordine d'arrivo (Top 9)
| Pos. | Corridore                | Squadra                  | Tempo                    |
| ---- | ------------------------ | ------------------------ | ------------------------ |
| 1    | Waldemaro Bartolozzi     | Ignis-Frejus             | 7h28'15"                 |
| 2    | Rino Benedetti           | Ghigi-Ganna              | s.t.                     |
| 3    | Angelo Conterno          | Carpano                  | s.t.                     |
| 4    | Vinicio Marsili          | Bianchi-Pirelli          | s.t.                     |
| 5    | Diego Ronchini           | Bianchi-Pirelli          | s.t.                     |
| 6    | Tranquillo Scudellaro    | Torpado-Clément          | s.t.                     |
| 7    | Bruno Monti              | Atala-Pirelli-Lygie      | s.t.                     |
| 8    | Angiolino Piscaglia      | Ghigi-Ganna              | s.t.                     |
| 9    | 12 ciclisti s.t. ex æquo | 12 ciclisti s.t. ex æquo | 12 ciclisti s.t. ex æquo |